# Dirhinus sinon
Dirhinus sinon är en stekelart som beskrevs av Fernando 1957. Dirhinus sinon ingår i släktet Dirhinus och familjen bredlårsteklar.
Artens utbredningsområde är Sri Lanka. Inga underarter finns listade i Catalogue of Life.